# Nyeja (Vetluga)
A Nyeja (oroszul: Нея) folyó Oroszország európai részén, a Kosztromai területen; a Vetluga bal oldali mellékfolyója.

## Földrajz
Hossza: 115 km, vízgyűjtő területe: 1370 km².
Két forrásága: a Darovatka és a Vorobjiha összefolyásával keletkezik a Ponazirevói járásban, Darovatka falu közelében. A Kosztromai terület keleti részén, a Kirovi területtel határos vidéken folyik délnyugat felé. A Nyizsnyij Novgorod-i terület határa közelében ömlik a Vetlugába. 
Partján terül el Ponazirevo városi jellegű település, az azonos nevű járás székhelye. 